# Muzaffaruddín Šáh
Muzaffaruddín Šáh (persky: مظفرالدین شاه قاجار‎‎‎‎; 23. března 1853 – 3. ledna 1907) byl pátý perský šáh z rodu Kádžárovců. Vládl od 1. května 1896 do své smrti. Jeho zásluhou byla v Persii zavedena ústava.
Jako korunní princ byl Muzaffaruddín roku 1861 jmenován guvernérem Ázerbájdžánu, kde se však politice příliš nevěnoval a byl v nemilosti u svého otce Násira, takže nastoupil na trůn nepřipraven. Země byla po celou dobu jeho vlády v katastrofální finanční situaci, kterou řešila půjčkami od Británie, Ruska a Francie. Šáh se snažil o ekonomické reformy, nebyl však příliš úspěšný. Roku 1908 byla v Persii objevena ropa, těžební práva však již roku 1901 získal Brit William Knox D'Arcy. Podobně byla i další ekonomická práva prodávána zahraničním subjektům, čímž perský stát dále slábl. To vedlo v roce 1906 k protestům ze strany příslušníků perských elit. Šáh se rozhodl v říjnu 1906 svolat Národní shromáždění, které by vytvořilo ústavu a omezilo moc panovníka. 40 dní po schválení nové ústavy Muzaffaruddín zemřel na infarkt.

## Muzaffaruddín Šáh a Čechy
Šáh navštívil v roce 1900 Mariánské Lázně. Navštívil rovněž Karlovy Vary.